# Stizolobium novoguineense
Stizolobium novoguineense là một loài thực vật có hoa trong họ Đậu. Loài này được (R. Scheffer) Kuntze miêu tả khoa học đầu tiên năm 1891.